# ITM Cup 2010
ITM Cup 2010 – piąta edycja zreformowanych rozgrywek National Provincial Championship, mistrzostw nowozelandzkich prowincji w rugby union, a trzydziesta piąta ogółem. Zawody odbyły się w dniach 29 lipca – 5 listopada 2010 roku.
Z uwagi na zmianę tytularnego sponsora rozgrywki nosiły nazwę ITM Cup.
W maju 2009 roku ponownie rozpoczęto prace nad reformą rozgrywek. NZRU miesiąc później zatwierdził nową strukturę zawodów obejmującą na najwyższym poziomie rozgrywek dziesięć drużyn, a poniżej niej sześciozespołową Dywizję 1. Pomiędzy nimi zaplanowane zostały spadki i awanse, zaś cały sezon składający się z fazy grupowej i pucharowej miałby trwać maksymalnie trzy miesiące. Cztery relegowane do Dywizji 1 zespoły i dwa awansujące z Heartland Championship miały być wyłonione w wyniku zastosowania kryteriów finansowych i sportowych. Wątpliwości dotyczące możliwości finansowych związków z Heartland Championship, które miałyby awansować do wyższej dywizji, oraz proces, którym groziły zespoły zagrożone spadkiem, spowodowały, iż w grudniu 2009 roku NZRU wycofał się z proponowanych zmian pozostawiając ten sam system rozgrywek na kolejny sezon. Zmiany zostały jednak zapowiedziane na rok 2011 – zespoły miały zostać rozdzielone na dwie hierarchicznie ułożone siedmiozespołowe grupy wyznaczone według wyników osiągniętych w sezonie 2010.
Czternaście uczestniczących zespołów rywalizowało zatem systemem kołowym w pierwszej fazie w ramach jednej grupy, następnie czołowa czwórka awansowała do półfinałów. Zwycięzca meczu zyskiwał cztery punkty, za remis przysługiwały dwa punkty, porażka nie była punktowana, a zdobycie przynajmniej czterech przyłożeń lub przegrana nie więcej niż siedmioma punktami premiowana była natomiast punktem bonusowym. W przypadku tej samej liczby punktów przy ustalaniu pozycji w grupie brane były pod uwagę kolejno następujące kryteria: wynik bezpośredniego meczu między zainteresowanymi drużynami, lepsza różnica punktów zdobytych i straconych we wszystkich meczach grupowych, wyższa liczba zdobytych przyłożeń, ostatecznie zaś rzut monetą. Terminarz został ogłoszony w połowie marca 2010 roku. Do rozgrywek powróciła możliwość skorzystania z powtórek telewizyjnych, lecz zamiast dedykowanego TMO jego rolę pełnił jeden z sędziów liniowych.
Trzeci triumf z rzędu odnieśli zawodnicy Canterbury. Najlepszym zawodnikiem tej edycji został uznany Robbie Fruean.

## Faza grupowa
| 29 lipca 201019:35 | Taranaki | 19:26 | Northland | Yarrow Stadium, New Plymouth |
| 29 lipca 201019:35 |          | 19:26 |           | Yarrow Stadium, New Plymouth |

| 30 lipca 201019:35 | Canterbury | 23:23 | Hawke’s Bay | AMI Stadium, Christchurch |
| 30 lipca 201019:35 |            | 23:23 |             | AMI Stadium, Christchurch |

| 31 lipca 201014:35 | Manawatu | 23:37 | Southland | FMG Stadium, Palmerston North |
| 31 lipca 201014:35 |          | 23:37 |           | FMG Stadium, Palmerston North |

| 31 lipca 201016:30 | Counties Manukau | 29:13 | Otago | Growers Stadium, Pukekohe |
| 31 lipca 201016:30 |                  | 29:13 |       | Growers Stadium, Pukekohe |

| 31 lipca 201018:35 | Waikato | 13:10 | Bay of Plenty | Waikato Stadium, Hamilton |
| 31 lipca 201018:35 |         | 13:10 |               | Waikato Stadium, Hamilton |

| 1 sierpnia 201014:35 | North Harbour | 14:36 | Auckland | North Harbour Stadium, Auckland |
| 1 sierpnia 201014:35 |               | 14:36 |          | North Harbour Stadium, Auckland |

| 1 sierpnia 201016:35 | Wellington | 20:11 | Tasman | Westpac Stadium, Wellington |
| 1 sierpnia 201016:35 |            | 20:11 |        | Westpac Stadium, Wellington |

| 5 sierpnia 201019:35 | Manawatu | 26:27 | Canterbury | FMG Stadium, Palmerston North |
| 5 sierpnia 201019:35 |          | 26:27 |            | FMG Stadium, Palmerston North |

| 6 sierpnia 201019:35 | Taranaki | 33:11 | Tasman | Yarrow Stadium, New Plymouth |
| 6 sierpnia 201019:35 |          | 33:11 |        | Yarrow Stadium, New Plymouth |

| 6 sierpnia 201019:35 | Hawke’s Bay | 11:30 | Bay of Plenty | McLean Park, Napier |
| 6 sierpnia 201019:35 |             | 11:30 |               | McLean Park, Napier |

| 7 sierpnia 201014:35 | Auckland | 18:21 | Waikato | Eden Park, Auckland |
| 7 sierpnia 201014:35 |          | 18:21 |         | Eden Park, Auckland |

| 7 sierpnia 201016:35 | Southland | 16:12 | Otago | Rugby Park Stadium, Invercargill |
| 7 sierpnia 201016:35 |           | 16:12 |       | Rugby Park Stadium, Invercargill |

| 8 sierpnia 201014:35 | Wellington | 25:31 | Counties Manukau | Westpac Stadium, Wellington |
| 8 sierpnia 201014:35 |            | 25:31 |                  | Westpac Stadium, Wellington |

| 8 sierpnia 201016:35 | Northland | 24:25 | North Harbour | Northland Events Centre, Whangarei |
| 8 sierpnia 201016:35 |           | 24:25 |               | Northland Events Centre, Whangarei |

| 12 sierpnia 201019:35 | Tasman | 21:7 | Hawke’s Bay | Lansdowne Park, Blenheim |
| 12 sierpnia 201019:35 |        | 21:7 |             | Lansdowne Park, Blenheim |

| 13 sierpnia 201019:35 | Canterbury | 44:22 | North Harbour | AMI Stadium, Christchurch |
| 13 sierpnia 201019:35 |            | 44:22 |               | AMI Stadium, Christchurch |

| 14 sierpnia 201014:35 | Bay of Plenty | 6:11 | Auckland | Baypark Stadium, Mount Maunganui |
| 14 sierpnia 201014:35 |               | 6:11 |          | Baypark Stadium, Mount Maunganui |

| 14 sierpnia 201017:30 | Southland | 13:9 | Counties Manukau | Rugby Park Stadium, Invercargill |
| 14 sierpnia 201017:30 |           | 13:9 |                  | Rugby Park Stadium, Invercargill |

| 14 sierpnia 201019:35 | Otago | 22:35 | Wellington | Carisbrook, Dunedin |
| 14 sierpnia 201019:35 |       | 22:35 |            | Carisbrook, Dunedin |

| 15 sierpnia 201014:35 | Northland | 77:8 | Manawatu | Northland Events Centre, Whangarei |
| 15 sierpnia 201014:35 |           | 77:8 |          | Northland Events Centre, Whangarei |

| 15 sierpnia 201016:35 | Waikato | 23:33 | Taranaki | Waikato Stadium, Hamilton |
| 15 sierpnia 201016:35 |         | 23:33 |          | Waikato Stadium, Hamilton |

| 19 sierpnia 201019:35 | North Harbour | 35:23 | Otago | North Harbour Stadium, Auckland |
| 19 sierpnia 201019:35 |               | 35:23 |       | North Harbour Stadium, Auckland |

| 20 sierpnia 201019:35 | Taranaki | 24:15 | Bay of Plenty | Yarrow Stadium, New Plymouth |
| 20 sierpnia 201019:35 |          | 24:15 |               | Yarrow Stadium, New Plymouth |

| 21 sierpnia 201014:35 | Tasman | 27:25 | Canterbury | Trafalgar Park, Nelson |
| 21 sierpnia 201014:35 |        | 27:25 |            | Trafalgar Park, Nelson |

| 21 sierpnia 201017:30 | Counties Manukau | 35:14 | Manawatu | Growers Stadium, Pukekohe |
| 21 sierpnia 201017:30 |                  | 35:14 |          | Growers Stadium, Pukekohe |

| 21 sierpnia 201019:35 | Wellington | 26:14 | Waikato | Westpac Stadium, Wellington |
| 21 sierpnia 201019:35 |            | 26:14 |         | Westpac Stadium, Wellington |

| 22 sierpnia 201014:35 | Auckland | 26:13 | Northland | Eden Park, Auckland |
| 22 sierpnia 201014:35 |          | 26:13 |           | Eden Park, Auckland |

| 22 sierpnia 201016:35 | Hawke’s Bay | 20:23 | Southland | McLean Park, Napier |
| 22 sierpnia 201016:35 |             | 20:23 |           | McLean Park, Napier |

| 26 sierpnia 201019:35 | Otago | 15:25 | Taranaki | Carisbrook, Dunedin |
| 26 sierpnia 201019:35 |       | 15:25 |          | Carisbrook, Dunedin |

| 27 sierpnia 201019:35 | Tasman | 16:21 | Southland | Lansdowne Park, Blenheim |
| 27 sierpnia 201019:35 |        | 16:21 |           | Lansdowne Park, Blenheim |

| 28 sierpnia 201014:35 | Waikato | 39:3 | Counties Manukau | Waikato Stadium, Hamilton |
| 28 sierpnia 201014:35 |         | 39:3 |                  | Waikato Stadium, Hamilton |

| 28 sierpnia 201017:30 | Wellington | 31:28 | Northland | Westpac Stadium, Wellington |
| 28 sierpnia 201017:30 |            | 31:28 |           | Westpac Stadium, Wellington |

| 28 sierpnia 201019:35 | Canterbury | 35:16 | Auckland | AMI Stadium, Christchurch |
| 28 sierpnia 201019:35 |            | 35:16 |          | AMI Stadium, Christchurch |

| 29 sierpnia 201014:35 | Manawatu | 9:17 | Hawke’s Bay | FMG Stadium, Palmerston North |
| 29 sierpnia 201014:35 |          | 9:17 |             | FMG Stadium, Palmerston North |

| 29 sierpnia 201016:35 | Bay of Plenty | 39:29 | North Harbour | Rotorua International Stadium, Rotorua |
| 29 sierpnia 201016:35 |               | 39:29 |               | Rotorua International Stadium, Rotorua |

| 2 września 201019:35 | Counties Manukau | 23:3 | Tasman | Growers Stadium, Pukekohe |
| 2 września 201019:35 |                  | 23:3 |        | Growers Stadium, Pukekohe |

| 3 września 201019:35 | Canterbury | 28:9 | Bay of Plenty | AMI Stadium, Christchurch |
| 3 września 201019:35 |            | 28:9 |               | AMI Stadium, Christchurch |

| 4 września 201014:35 | Manawatu | 36:24 | Wellington | FMG Stadium, Palmerston North |
| 4 września 201014:35 |          | 36:24 |            | FMG Stadium, Palmerston North |

| 4 września 201017:30 | Northland | 33:22 | Southland | Northland Events Centre, Whangarei |
| 4 września 201017:30 |           | 33:22 |           | Northland Events Centre, Whangarei |

| 4 września 201019:35 | North Harbour | 27:36 | Waikato | North Harbour Stadium, Auckland |
| 4 września 201019:35 |               | 27:36 |         | North Harbour Stadium, Auckland |

| 5 września 201014:35 | Auckland | 27:13 | Taranaki | Eden Park, Auckland |
| 5 września 201014:35 |          | 27:13 |          | Eden Park, Auckland |

| 5 września 201016:35 | Otago | 17:16 | Hawke’s Bay | Carisbrook, Dunedin |
| 5 września 201016:35 |       | 17:16 |             | Carisbrook, Dunedin |

| 9 września 201019:35 | Bay of Plenty | 41:13 | Manawatu | Baypark Stadium, Mount Maunganui |
| 9 września 201019:35 |               | 41:13 |          | Baypark Stadium, Mount Maunganui |

| 10 września 201019:35 | Southland | 47:21 | North Harbour | Rugby Park Stadium, Invercargill |
| 10 września 201019:35 |           | 47:21 |               | Rugby Park Stadium, Invercargill |

| 11 września 201014:35 | Hawke’s Bay | 27:27 | Waikato | McLean Park, Napier |
| 11 września 201014:35 |             | 27:27 |         | McLean Park, Napier |

| 11 września 201016:30 | Northland | 23:27 | Canterbury | Northland Events Centre, Whangarei |
| 11 września 201016:30 |           | 23:27 |            | Northland Events Centre, Whangarei |

| 11 września 201018:35 | Auckland | 21:15 | Wellington | Eden Park, Auckland |
| 11 września 201018:35 |          | 21:15 |            | Eden Park, Auckland |

| 12 września 201014:35 | Tasman | 11:13 | Otago | Trafalgar Park, Nelson |
| 12 września 201014:35 |        | 11:13 |       | Trafalgar Park, Nelson |

| 12 września 201016:35 | Taranaki | 28:19 | Counties Manukau | Yarrow Stadium, New Plymouth |
| 12 września 201016:35 |          | 28:19 |                  | Yarrow Stadium, New Plymouth |

| 16 września 201019:35 | Waikato | 6:7 | Southland | Waikato Stadium, Hamilton |
| 16 września 201019:35 |         | 6:7 |           | Waikato Stadium, Hamilton |

| 17 września 201019:35 | Manawatu | 6:32 | Auckland | FMG Stadium, Palmerston North |
| 17 września 201019:35 |          | 6:32 |          | FMG Stadium, Palmerston North |

| 18 września 201014:35 | Taranaki | 31:20 | Canterbury | Yarrow Stadium, New Plymouth |
| 18 września 201014:35 |          | 31:20 |            | Yarrow Stadium, New Plymouth |

| 18 września 201017:30 | Wellington | 17:13 | Hawke’s Bay | Westpac Stadium, Wellington |
| 18 września 201017:30 |            | 17:13 |             | Westpac Stadium, Wellington |

| 18 września 201019:35 | Tasman | 21:28 | North Harbour | Trafalgar Park, Nelson |
| 18 września 201019:35 |        | 21:28 |               | Trafalgar Park, Nelson |

| 19 września 201014:35 | Otago | 8:13 | Northland | Carisbrook, Dunedin |
| 19 września 201014:35 |       | 8:13 |           | Carisbrook, Dunedin |

| 19 września 201016:35 | Bay of Plenty | 24:21 | Counties Manukau | Baypark Stadium, Mount Maunganui |
| 19 września 201016:35 |               | 24:21 |                  | Baypark Stadium, Mount Maunganui |

| 23 września 201019:35 | Southland | 9:6 | Auckland | Rugby Park Stadium, Invercargill |
| 23 września 201019:35 |           | 9:6 |          | Rugby Park Stadium, Invercargill |

| 24 września 201019:35 | Bay of Plenty | 40:30 | Otago | Rotorua International Stadium, Rotorua |
| 24 września 201019:35 |               | 40:30 |       | Rotorua International Stadium, Rotorua |

| 25 września 201014:35 | Canterbury | 37:30 | Wellington | AMI Stadium, Christchurch |
| 25 września 201014:35 |            | 37:30 |            | AMI Stadium, Christchurch |

| 25 września 201017:30 | Hawke’s Bay | 32:24 | Taranaki | McLean Park, Napier |
| 25 września 201017:30 |             | 32:24 |          | McLean Park, Napier |

| 25 września 201019:35 | Waikato | 33:15 | Tasman | Waikato Stadium, Hamilton |
| 25 września 201019:35 |         | 33:15 |        | Waikato Stadium, Hamilton |

| 26 września 201014:35 | North Harbour | 44:30 | Manawatu | North Harbour Stadium, Auckland |
| 26 września 201014:35 |               | 44:30 |          | North Harbour Stadium, Auckland |

| 26 września 201016:35 | Counties Manukau | 40:24 | Northland | Growers Stadium, Pukekohe |
| 26 września 201016:35 |                  | 40:24 |           | Growers Stadium, Pukekohe |

| 30 września 201019:35 | Wellington | 24:31 | Bay of Plenty | Westpac Stadium, Wellington |
| 30 września 201019:35 |            | 24:31 |               | Westpac Stadium, Wellington |

| 1 października 201019:35 | Auckland | 34:34 | Hawke’s Bay | Eden Park, Auckland |
| 1 października 201019:35 |          | 34:34 |             | Eden Park, Auckland |

| 2 października 201014:35 | Northland | 33:45 | Waikato | Northland Events Centre, Whangarei |
| 2 października 201014:35 |           | 33:45 |         | Northland Events Centre, Whangarei |

| 2 października 201017:30 | Otago | 20:35 | Canterbury | Carisbrook, Dunedin |
| 2 października 201017:30 |       | 20:35 |            | Carisbrook, Dunedin |

| 2 października 201019:35 | Taranaki | 23:6 | Southland | Yarrow Stadium, New Plymouth |
| 2 października 201019:35 |          | 23:6 |           | Yarrow Stadium, New Plymouth |

| 3 października 201014:35 | Manawatu | 20:8 | Tasman | FMG Stadium, Palmerston North |
| 3 października 201014:35 |          | 20:8 |        | FMG Stadium, Palmerston North |

| 3 października 201016:35 | Counties Manukau | 24:23 | North Harbour | Growers Stadium, Pukekohe |
| 3 października 201016:35 |                  | 24:23 |               | Growers Stadium, Pukekohe |

| 7 października 201019:35 | Hawke’s Bay | 25:13 | Northland | McLean Park, Napier |
| 7 października 201019:35 |             | 25:13 |           | McLean Park, Napier |

| 8 października 201019:35 | Waikato | 41:15 | Otago | Waikato Stadium, Hamilton |
| 8 października 201019:35 |         | 41:15 |       | Waikato Stadium, Hamilton |

| 9 października 201014:35 | Taranaki | 30:16 | Manawatu | Yarrow Stadium, New Plymouth |
| 9 października 201014:35 |          | 30:16 |          | Yarrow Stadium, New Plymouth |

| 9 października 201017:30 | Counties Manukau | 13:37 | Auckland | Growers Stadium, Pukekohe |
| 9 października 201017:30 |                  | 13:37 |          | Growers Stadium, Pukekohe |

| 9 października 201019:35 | Southland | 16:26 | Canterbury | Rugby Park Stadium, Invercargill |
| 9 października 201019:35 |           | 16:26 |            | Rugby Park Stadium, Invercargill |

| 10 października 201014:35 | North Harbour | 23:52 | Wellington | North Harbour Stadium, Auckland |
| 10 października 201014:35 |               | 23:52 |            | North Harbour Stadium, Auckland |

| 10 października 201016:35 | Tasman | 41:39 | Bay of Plenty | Lansdowne Park, Blenheim |
| 10 października 201016:35 |        | 41:39 |               | Lansdowne Park, Blenheim |

| 14 października 201019:35 | Manawatu | 25:27 | Waikato | FMG Stadium, Palmerston North |
| 14 października 201019:35 |          | 25:27 |         | FMG Stadium, Palmerston North |

| 15 października 201019:35 | Tasman | 34:29 | Northland | Trafalgar Park, Nelson |
| 15 października 201019:35 |        | 34:29 |           | Trafalgar Park, Nelson |

| 16 października 201014:35 | Bay of Plenty | 33:22 | Southland | Baypark Stadium, Mount Maunganui |
| 16 października 201014:35 |               | 33:22 |           | Baypark Stadium, Mount Maunganui |

| 16 października 201017:30 | Canterbury | 39:21 | Counties Manukau | AMI Stadium, Christchurch |
| 16 października 201017:30 |            | 39:21 |                  | AMI Stadium, Christchurch |

| 16 października 201019:35 | Wellington | 49:15 | Taranaki | Westpac Stadium, Wellington |
| 16 października 201019:35 |            | 49:15 |          | Westpac Stadium, Wellington |

| 17 października 201014:35 | Auckland | 39:11 | Otago | Eden Park, Auckland |
| 17 października 201014:35 |          | 39:11 |       | Eden Park, Auckland |

| 17 października 201016:35 | Hawke’s Bay | 36:21 | North Harbour | McLean Park, Napier |
| 17 października 201016:35 |             | 36:21 |               | McLean Park, Napier |

| 21 października 201019:35 | Northland | 36:24 | Bay of Plenty | Northland Events Centre, Whangarei |
| 21 października 201019:35 |           | 36:24 |               | Northland Events Centre, Whangarei |

| 22 października 201019:35 | Waikato | 26:6 | Canterbury | Waikato Stadium, Hamilton |
| 22 października 201019:35 |         | 26:6 |            | Waikato Stadium, Hamilton |

| 23 października 201014:35 | North Harbour | 47:49 | Taranaki | North Harbour Stadium, Auckland |
| 23 października 201014:35 |               | 47:49 |          | North Harbour Stadium, Auckland |

| 23 października 201017:30 | Otago | 24:46 | Manawatu | Carisbrook, Dunedin |
| 23 października 201017:30 |       | 24:46 |          | Carisbrook, Dunedin |

| 23 października 201019:35 | Southland | 14:27 | Wellington | Rugby Park Stadium, Invercargill |
| 23 października 201019:35 |           | 14:27 |            | Rugby Park Stadium, Invercargill |

| 24 października 201014:35 | Auckland | 49:10 | Tasman | Eden Park, Auckland |
| 24 października 201014:35 |          | 49:10 |        | Eden Park, Auckland |

| 24 października 201016:35 | Counties Manukau | 28:31 | Hawke’s Bay | Growers Stadium, Pukekohe |
| 24 października 201016:35 |                  | 28:31 |             | Growers Stadium, Pukekohe |

## Faza pucharowa
|  |                      |            |          |                   |    |            |            |       |
|  | Półfinał             | Półfinał   | Półfinał |                   |    | Finał      | Finał      | Finał |
|  | Półfinał             | Półfinał   | Półfinał |                   |    | Finał      | Finał      | Finał |
|  | 29 października 2010 |            |          |                   |    |            |            |       |
|  |                      |            |          |                   |    |            |            |       |
|  | Canterbury           | Canterbury | 57       |                   |    |            |            |       |
|  | Canterbury           | Canterbury | 57       | 05 listopada 2010 |    |            |            |       |
|  | Wellington           | Wellington | 41       |                   |    |            |            |       |
|  | Wellington           | Wellington | 41       |                   |    | Canterbury | Canterbury | 33    |
|  | 30 października 2010 |            |          |                   |    | Canterbury | Canterbury | 33    |
|  |                      |            | Waikato  | Waikato           | 13 |            |            |       |
|  | Auckland             | Auckland   | Waikato  | Waikato           | 13 | 37         |            |       |
|  | Auckland             | Auckland   |          |                   |    |            |            |       |
|  | Waikato              | Waikato    | 38       |                   |    |            |            |       |
|  | Waikato              | Waikato    | 38       |                   |    |            |            |       |

| 29 października 201019:35 | Canterbury | 57:41(34:26) | Wellington | AMI Stadium, Christchurch Sędzia: Keith Brown |
| 29 października 201019:35 |            | 57:41(34:26) |            | AMI Stadium, Christchurch Sędzia: Keith Brown |

| 30 października 201019:05 | Auckland | 37:38(17:18) | Waikato | Eden Park, Auckland Sędzia: Chris Pollock |
| 30 października 201019:05 |          | 37:38(17:18) |         | Eden Park, Auckland Sędzia: Chris Pollock |

| 5 listopada 201019:35 | Canterbury | 33:13(13:8) | Waikato | AMI Stadium, Christchurch Widzów: 10 500 Sędzia: Jonathon White |
| 5 listopada 201019:35 |            | 33:13(13:8) |         | AMI Stadium, Christchurch Widzów: 10 500 Sędzia: Jonathon White |